# Terroranschläge in Beirut 2015
Bei den Terroranschlägen am 12. November 2015 in Beirut wurden 44 Menschen getötet und mehr als 200 Personen verletzt. Es waren die schwersten Terroranschläge in Beirut seit dem Ende des Libanesischen Bürgerkrieges. Der Islamische Staat übernahm die Verantwortung für die Attentate.
Zwei Selbstmordattentäter sprengten sich während des Feierabendverkehrs in dem vorwiegend von Schiiten bewohnten Vorort von Beirut Burj el Barajneh in die Luft. Ein Attentäter hatte seinen Sprengsatz vor einer schiitischen Moschee gezündet, der zweite in einer 50 Meter entfernten Bäckerei. Soldaten der libanesischen Armee und Hisbollah-Kämpfer riegelten den Tatort ab.
Etwa 48 Stunden nach der Tat verhafteten libanesische Sicherheitskräfte elf Personen, die meisten davon Syrer, im Zusammenhang mit den Anschlägen. Später wurde die Verhaftung von zwei weiteren Verdächtigen aus Syrien und dem Libanon bekanntgegeben. Sie wurden in einem palästinensischen Flüchtlingslager in Burdsch al-Baradschna festgehalten sowie in einer Wohnung im Stadtteil Aschrafiyya, in der angeblich die Sprengstoffgürtel vorbereitet worden seien.
Die Terrororganisation Islamischer Staat erklärte über soziale Netzwerke, sie stehe hinter dem Anschlag. Der Anschlag sei mit einem präparierten Motorrad und von einem Kämpfer mit einem Sprengstoffgürtel ausgeführt worden. Von einem dritten Attentäter war nicht die Rede. Die Mitteilung konnte nicht unabhängig überprüft werden.

## Hintergrund und Reaktionen
Das Viertel gilt als Hochburg der Hisbollah. Deren Kämpfer stehen im syrischen Bürgerkrieg an der Seite des Regimes von Präsident Baschar al-Assad und gegen den IS.
Der libanesische Ministerpräsident Tammam Salam rief für Freitag, den 13. November einen Tag Staatstrauer aus.
Bundesaußenminister Frank-Walter Steinmeier bezeichnete den Terroranschlag als einen „direkten und bewussten Angriff auf die Stabilität des Libanon“. Die Absicht der Attentäter, ein Klima des Hasses und der Zwietracht zwischen den Konfessionen im Libanon zu schüren, dürfe nicht aufgehen.
Neben UNO-Generalsekretär Ban Ki-moon verurteilte ebenfalls das Weiße Haus die Anschläge und erklärte weiter, es stehe der Regierung in dem Bestreben bei, die Verantwortlichen zur Rechenschaft zu ziehen.